# Championnat d'Autriche de football 2025-2026
Navigation
Édition précédente Édition suivante
La saison 2025-2026 du championnat d'Autriche est la 114e saison de l'histoire de la compétition. Elle oppose les douze meilleurs clubs d'Autriche dans deux phases de championnat. La première étant une série de vingt deux journées, puis le championnat est scindé en deux groupes de 6 pour déterminer les places européennes et la relégation. Le SK Sturm Graz est l'actuel tenant en titre, ayant remporté le championnat deux fois de suite après onze années de domination du Red Bull Salzbourg.

## Participants

### Liste des équipes
| Club                | Se maintient depuis | Classement 2024-2025 | Stade                    | Capacité théorique | Entraîneur          |
| ------------------- | ------------------- | -------------------- | ------------------------ | ------------------ | ------------------- |
| Sturm Graz          | 1966                | 1                    | Merkur-Arena             | 16 364             | Jürgen Säumel       |
| RB Salzbourg        | 2005                | 2                    | Red Bull Arena           | 30 188             | Thomas Letsch       |
| Austria Vienne      | 1926                | 3                    | Generali Arena           | 17 500             | Stephan Helm        |
| Wolfsberger AC      | 2012                | 4                    | Lavanttal-Arena          | 08 100             | Dietmar Kühbauer    |
| Rapid Vienne        | 1911                | 5                    | Allianz Stadion          | 28 666             | Peter Stöger        |
| FC Blau-Weiß Linz   | 2023                | 6                    | Hofmann Personal Stadion | 05 595             | Mitja Mörec         |
| LASK Linz           | 2017                | 7                    | Raiffeisen Arena         | 019 080            | João Sacramento     |
| TSV Hartberg        | 2018                | 8                    | Profertil Arena Hartberg | 04 500             | Manfred Schmid      |
| WSG Tirol           | 2019                | 9                    | Tivoli Stadion Tirol     | 16 008             | Philipp Semlic      |
| Grazer AK           | 2024                | 10                   | Merkur-Arena             | 16 764             | Ferdinand Feldhofer |
| SC Rheindorf Altach | 2014                | 11                   | Stadion Schnabelholz     | 08 500             | Fabio Ingolitsch    |
| SV Ried             | 2025                | 1er (D2)             | Innviertel Arena         | 7 300              | Maximilian Senft    |

| \| Austria Rapid Sturm Graz Grazer AK Salzbourg Wolfsberg Rheindorf Altach BW Linz Ried LASK Hartberg WSG Tirol \| Localisation des clubs engagés dans le championnat. |
| Austria Rapid Sturm Graz Grazer AK Salzbourg Wolfsberg Rheindorf Altach BW Linz Ried LASK Hartberg WSG Tirol                                                           |

| Austria Rapid Sturm Graz Grazer AK Salzbourg Wolfsberg Rheindorf Altach BW Linz Ried LASK Hartberg WSG Tirol |

## Compétition

### Format
Lors de la première phase les 12 équipes du championnat se rencontrent en match aller retour dans le cadre d'une poule unique. À l'issue de cette première phase le championnat est scindé en deux, les six premiers jouent pour le titre et les qualifications européennes en emportant la moitié des points acquis lors de la première phase.
Les six derniers de la première phase participent dans un autre championnat en emportant également la moitié des points, le dernier est relégué en fin de saison, le premier participe aux play-offs avec le quatrième et le cinquième du groupe championnat pour une place en Ligue Europa.

### Qualifications européennes
Quatre places qualificatives pour les compétitions européennes sont attribuées par le biais du championnat : une pour les barrages de la Ligue des champions et une seconde place pour le deuxième tour de qualification, ainsi que deux places pour le deuxième tour de qualification de la Ligue Europa Conférence. La dernière place européenne est celle réservée au vainqueur de la ÖFB-Cup qui est qualificative pour le troisième tour de qualification de la Ligue Europa.

### Règlement
Le classement est calculé avec le barème de points suivant : une victoire vaut trois points, le match nul un. La défaite ne rapporte aucun point.
Critères de départage :
1. plus grand nombre de points ;
2. avantage au club qui ont dû arrondir ses points à l'entier inférieur à l'issue de la première phase [4]
3. duel direct :
  1. Nombre de points dans le duel direct
  2. Différence de buts dans le duel direct
  3. Le nombre de buts marqués dans le duel direct
4. plus grande différence de buts générale ;
5. plus grand nombre de buts marqués ;
6. plus grand nombre de victoires
7. plus grand nombre de victoires à l'extérieur
8. plus grand nombre de buts à l'extérieur

Source : Règlement sur le site de la fédération autrichienne.

### Première phase

#### Classement
Classement de la première phase de championnat : 
| Rang | Équipe              | Pts | J | G | N | P | Bp | Bc | Diff |
| ---- | ------------------- | --- | - | - | - | - | -- | -- | ---- |
| 1    | RB Salzbourg        | 7   | 3 | 2 | 1 | 0 | 9  | 3  | +6   |
| 2    | WSG Tirol           | 7   | 3 | 2 | 1 | 0 | 8  | 4  | +4   |
| 3    | SC Rheindorf Altach | 6   | 2 | 2 | 0 | 0 | 3  | 0  | +3   |
| 4    | Wolfsberg           | 3   | 2 | 1 | 0 | 1 | 2  | 2  | 0    |
| 5    | Rapid Vienne        | 0   | 0 | 0 | 0 | 0 | 0  | 0  | 0    |
| 6    | Hartberg            | 3   | 3 | 1 | 1 | 0 | 4  | 6  | -2   |
| 7    | SC Rheindorf Altach | 0   | 0 | 0 | 0 | 0 | 0  | 0  | 0    |
| 8    | Sturm Graz T        | 0   | 0 | 0 | 0 | 0 | 0  | 0  | 0    |
| 9    | SV Ried P           | 1   | 2 | 0 | 1 | 0 | 2  | 3  | -1   |
| 10   | Austria Vienne      | 1   | 2 | 0 | 1 | 1 | 2  | 4  | -2   |
| 11   | FC Blau-Weiß Linz   | 0   | 0 | 0 | 0 | 2 | 0  | 2  | -2   |
| 12   | LASK Linz           | 0   | 2 | 0 | 0 | 2 | 1  | 5  | -4   |

Qualifications
- 1er au 6e : qualification pour le groupe championnat
- 7e au 12e : qualification pour le groupe relégation

Abréviations

#### Résultats
Source : Résultats sur le site de la Bundesliga.
| Résultats (▼dom., ►ext.) | AUS | BWL | GAK | LASK | RAP | RBS | ALT | STU | RIE | HAR | WOL | WSG |
| Austria Vienne           |     | -   | -   | -    | -   | -   | -   | -   | -   | -   | -   | -   |
| Blau-Weiß Linz           | -   |     | -   | -    | -   | -   | -   | -   | -   | -   | -   | -   |
| Grazer AK                | -   | -   |     | -    | -   | -   | -   | -   | -   | -   | -   | -   |
| Linzer ASK               | -   | -   | -   |      | -   | -   | -   | -   | -   | -   | -   | -   |
| Rapid Vienne             | -   | -   | -   | -    |     | -   | -   | -   | -   | -   | -   | -   |
| RB Salzbourg             | -   | -   | -   | -    | -   |     | -   | -   | -   | -   | -   | -   |
| Rheindorf Altach         | -   | -   | -   | -    | -   | -   |     | -   | -   | -   | -   | -   |
| Sturm Graz               | -   | -   | -   | -    | -   | -   | -   |     | -   | -   | -   | -   |
| SV Ried                  | -   | -   | -   | -    | -   | -   | -   | -   |     | -   | -   | -   |
| TSV Hartberg             | -   | -   | -   | -    | -   | -   | -   | -   | -   |     | -   | -   |
| Wolfsberger AC           | -   | -   | -   | -    | -   | -   | -   | -   | -   | -   |     | -   |
| WSG Tirol                | -   | -   | -   | -    | -   | -   | -   | -   | -   | -   | -   |     |

### Deuxième phase

#### Groupe championnat

##### Classement
Les points obtenus durant la saison régulière sont divisés par deux (et arrondies à l'unité inférieure) avant le début de la deuxième phase.
Le classement du groupe championnat :
| Rang | Équipe | Pts | J | G | N | P | Bp | Bc | Diff |
| ---- | ------ | --- | - | - | - | - | -- | -- | ---- |
| 1    |        | 0   | 0 | 0 | 0 | 0 | 0  | 0  | 0    |
| 2    |        | 0   | 0 | 0 | 0 | 0 | 0  | 0  | 0    |
| 3    |        | 0   | 0 | 0 | 0 | 0 | 0  | 0  | 0    |
| 4    |        | 0   | 0 | 0 | 0 | 0 | 0  | 0  | 0    |
| 5    |        | 0   | 0 | 0 | 0 | 0 | 0  | 0  | 0    |
| 6    |        | 0   | 0 | 0 | 0 | 0 | 0  | 0  | 0    |

Qualifications européennes
Ligue des champions 2026-2027
- 1er : barrage de qualification
- 2e : 2e tour de qualification

Ligue Europa 2026-2027
- C : 3e tour de qualification

Ligue Conférence 2026-2027
- 4e : 2e tour de qualification

- 5e : finale des barrages pour le deuxième tour de qualification

##### Résultats
Source : Résultats sur le site de la Bundesliga.
| Résultats (▼dom., ►ext.) |   |   |   |   |   |   |
|                          |   | - | - | - | - | - |
|                          | - |   | - | - | - | - |
|                          | - | - |   | - | - | - |
|                          | - | - | - |   | - | - |
|                          | - | - | - | - |   | - |
|                          | - | - | - | - | - |   |

#### Groupe relégation

##### Classement
Les points obtenus durant la saison régulière sont divisés par deux (et arrondies à l'unité inférieure) avant le début de la deuxième phase.
Le classement du groupe relégation :
| Rang | Équipe | Pts | J | G | N | P | Bp | Bc | Diff |
| ---- | ------ | --- | - | - | - | - | -- | -- | ---- |
| 7    |        | 0   | 0 | 0 | 0 | 0 | 0  | 0  | 0    |
| 8    |        | 0   | 0 | 0 | 0 | 0 | 0  | 0  | 0    |
| 9    |        | 0   | 0 | 0 | 0 | 0 | 0  | 0  | 0    |
| 10   |        | 0   | 0 | 0 | 0 | 0 | 0  | 0  | 0    |
| 11   |        | 0   | 0 | 0 | 0 | 0 | 0  | 0  | 0    |
| 12   |        | 0   | 0 | 0 | 0 | 0 | 0  | 0  | 0    |

Qualifications européennes
Ligue Conférence 2026-2027
- 7e et 8e : demi-finale des barrages pour le deuxième tour de qualification

Relégation en deuxième division
- 12e : relégation

##### Résultats
Source : Résultats sur le site de la Bundesliga.
| Résultats (▼dom., ►ext.) |   |   |   |   |   |   |
|                          |   | - | - | - | - | - |
|                          | - |   | - | - | - | - |
|                          | - | - |   | - | - | - |
|                          | - | - | - |   | - | - |
|                          | - | - | - | - |   | - |
|                          | - | - | - | - | - |   |

### Barrages européens
Les deux premiers du groupe "relégation" de la deuxième phase s'affrontent dans une demi-finale à tour unique. Le vainqueur joue une finale aller-retour contre le 5e du groupe "championnat" pour déterminer le participant à la Ligue Conférence 2026-2027.

#### Demi-finale
|  | 7e (groupe relégation) | -   | 8e (groupe relégation) |  |
|  |                        | (-) |                        |  |
|  | [ Rapport]             |     |                        |  |

#### Finale
|  | Gagnant de la demi-finale | -   | 5e (groupe championnat) |  |
|  |                           | (-) |                         |  |
|  | [ Rapport]                |     |                         |  |

|  | 5e (groupe championnat) | -   | Gagnant de la demi-finale |  |
|  |                         | (-) |                           |  |
|  | [ Rapport]              |     |                           |  |

### Parcours en coupes d'Europe
| Sturm Graz     | Ligue des Champions | Compétitions en cours | Compétitions en cours |
| RB Salzbourg   | Ligue des Champions | Compétitions en cours | Compétitions en cours |
| Wolfsberger AC | Ligue Europa        | Compétitions en cours | Compétitions en cours |
| Austria Vienne | Ligue Conférence    | Compétitions en cours | Compétitions en cours |
| Rapid Vienne   | Ligue Conférence    | Compétitions en cours | Compétitions en cours |

Lors de cette saison, cinq clubs autrichiens ont participés à des Coupes d'Europe.

### Meilleurs buteurs et passeurs décisifs

#### Classements
Classement des buteurs du championnat :
|     | Buteur           | Club      | Buts |
| --- | ---------------- | --------- | ---- |
| 1er | Valentino Müller | WSG Tirol | 4    |
| 2e  |                  |           |      |
| 3e  |                  |           |      |
| 4e  |                  |           |      |
| 5e  |                  |           |      |
| 6e  |                  |           |      |
| 7e  |                  |           |      |
| 8e  |                  |           |      |
| 9e  |                  |           |      |
| 10e |                  |           |      |

Classement des passeurs du championnat :
|     | Passeur | Club | Passes décisives |
| --- | ------- | ---- | ---------------- |
| 1er |         |      |                  |
| 2e  |         |      |                  |
| 3e  |         |      |                  |
| 4e  |         |      |                  |
| 5e  |         |      |                  |
| 6e  |         |      |                  |
| 7e  |         |      |                  |
| 8e  |         |      |                  |
| 9e  |         |      |                  |
| 10e |         |      |                  |

## Bilan de la saison
| Championnat d'Autriche de football 2025-2026 |
| Champion                                     |
| Qualifications continentales                 |
| Ligue des champions 2026-2027                |
| Ligue Europa 2026-2027                       |
| Ligue Conférence 2026-2027                   |
| Promotions et relégations                    |
| Promus en Bundesliga                         |
| Relégués en 2. Liga                          |